# هندريك كورنيليس
هندريك كورنيليس هو سياسي بلجيكي، ولد في 1910 في اودانارد في بلجيكا، وتوفي في 1999 في Chaumont-Gistoux ‏ في بلجيكا.

## روابط خارجية
- هندريك كورنيليس على موقع مونزينجر (الألمانية)